# Doppelspeisung
Die Doppelspeisung ist eine Form der Antennenankopplung. Darunter versteht man die Speisung eines Vertikalstrahlers, zum Beispiel eines selbststrahlenden Sendemasten, an zwei Stellen. Hierfür muss der Sendemast, der Sendeturm oder die verwendete Reusenantenne mit einem Trennisolator unterteilt sein. Die oberen Sektionen werden über ein in der Mast- oder Turmkonstruktion verlegtes Kabel gespeist. Die Doppelspeisung wird zur Realisierung schwundmindernder Sendeantennen verwendet.